# AirTag
Pour le traceur d’Apple, voir AirTag (traceur).
AirTag était une entreprise en démarrage française acquise par Morpho, à l'époque filiale de Safran, en 2015,. C'était un fournisseur d'achats mobiles, de paiements mobiles et de programmes de fidélité,.

## Histoire
AirTag a été fondée en 2006 par Jérémie Leroyer. Fin 2012, les investisseurs avaient fourni 6 millions d'euros de capital d'amorçage  après un second tour en 2011 où il avait obtenu 4 millions d'euros.
En octobre 2008, AirTag a lancé ce qu'il a appelé le premier trousse de développement logiciel (SDK) NFC. Il comprenait un lecteur NFC et quatre types de balises NFC,. En 2012, la société a lancé un autre SDK. Celui-ci comprenait du matériel pour les paiements sur ordiphone.
En 2009, AirTag et son partenaire Netsize ont lancé Airtag Pad, un borne en magasin permettant aux clients de vérifier leurs points de fidélité, de poser des questions sur des produits sur mesure, etc. Reebok l'a embauché pour sa gamme de magasins Go Sport.
Le Nokia C7, le premier téléphone intelligent au monde doté d'une puce NFC, a pu obtenir des points de fidélité et des coupons de réduction par téléphone, grâce à un partenariat avec AirTag.
AirTag a construit le programme informatique pour smartphone McDonald's France GoMcDo  qui a été l'une des premières à s'intégrer au Passbook d'Apple peu après le lancement initial de ce dernier avec iOS 6 en 2012,,.
En 2012, l'application mobile de Carrefour pour les achats de communication en champ proche (NFC) a été construite par AirTag. En 2013, le journal français L'Express a classé AirTag parmi les 30 premières startups Internet françaises. Le même printemps, AirTag a lancé le premier portefeuille mobile de KFC pour commander et payer via un smartphone; trois mois plus tard, 90% de ceux qui installent l'application effectuent des commandes via celle-ci. Vers la fin de l'année, AirTag a admis que ce n'était pas rentable.
En 2014, l'entreprise comptait 50 employés lorsqu'elle a lancé des applications de commerce mobile pour Dia France ,, et pour Brioche Dorée.
Le 28 novembre 2018, la Société Idemia Identity et Security France (Courvevoie) associée unique a  décidé la dissolution anticipée sans liquidation de la Société Airtag.

## Controverse
Alors qu'AirTag a déclaré avoir lancé le premier SDK NFC fin 2008, le magazine industriel RFID Update a déclaré à l'époque qu'il existait des SDK préexistants de Nokia et d'Alvin Systems.